# Nemesia carminans
Espèce
Synonymes
- Mygale carminans Latreille, 1818
- Nemesia alpigrada Simon, 1873
- Nemesia moggridgii O. Pickard-Cambridge, 1874

Nemesia carminans est une espèce d'araignées mygalomorphes de la famille des Nemesiidae.

## Distribution
Cette espèce se rencontre en France en Provence et en Italie en Ligurie,.

## Description
Le mâle décrit par Decae et Caranhac en 2025 mesure 13,9 mm et la femelle 14,9 mm, les mâles mesurent de 11,6 à 13,9 mm et les femelles de 14,9 à 21,5 mm.

## Systématique et taxinomie
Cette espèce a été décrite sous le protonyme Mygale carminans par Latreille en 1818. Elle est placée dans le genre Mygalodonta par Simon en 1864 puis dans le genre Nemesia par Thorell en 1870.
Nemesia alpigrada et Nemesia moggridgii ont été placées en synonymie par Simon en 1914.

## Publication originale
- Latreille, 1818 : Articles sur les araignées. Nouveau Dictionnaire d'Histoire Naturelle, Paris.